# Галактическая зона обитаемости
В астробиологии и планетарной астрофизике, галактической зоной обитаемости называется регион галактики с наиболее благоприятными условиями для зарождения и безопасной эволюции жизни. Более конкретно, понятие галактической зоны обитаемости включает в себя совокупность факторов (например металличность звёзд и частота катастроф вроде взрывов сверхновых), позволяющих с определённой долей вероятности говорить что тот или иной регион галактики подходит для формирования землеподобных планет, появления примитивной жизни, её выживания и эволюции в более совершенные формы. Согласно исследовательским данным, опубликованным в августе 2015, гигантские галактики куда более благоприятны для формирования земплеподобных планет, в отличие галактик размера Млечного пути. В случае с Млечным путём, галактическая зона обитаемости представляет собой кольцо с внешним радиусом порядка 10 килопарсек и внутренним радиусом, соответствующим Галактическому центру. Хотя жёсткими границами зона не обладает.
Теория о существовании галактической зоны обитаемости подвергается критике из-за неспособности количественно и качественно оценить факторы делающие отдельные регионы галактики более благоприятными для обитаемости. Помимо того, компьютерное моделирование выявило, что звёзды относительно свободно и значительно могут менять орбиту вокруг галактического центра, что уже как минимум частично бросает тень сомнений на гипотезу и точку зрения, что отдельные регионы галактики более благоприятны чем прочие.

## Предпосылки
Идея околозвёздной зоны обитаемости была предложена в 1953 году Губертом Страгхолдом и Харлоу Шепли и в 1959 году Су-Шу Хуангом как зона вокруг звезды, внутри которой планета может удерживать жидкую воду на поверхности. С 1970-х годов планетологи и астробиологи начали изучать наличие иных факторов, благоприятных или разрушительных для создания и поддержания жизни на планетах, включая воздействие ближайших сверхновых. В 1981 году Джим Кларк предположил, что отсутствие контакта с внеземными цивилизациями в Млечном Пути может объясняться сейфертовскими выбросами активного галактического ядра и выгодным расположением Земли, благодаря чему нас минуют выбросы радиации. В том же году Уолесс Хемптон Такер анализировал идею галактической обитаемой зоны в более широком смысле, но последующими научными работами перечеркнул собственные доводы.
Современная теория зоны галактической обитаемости была предложена в 1983 году Л. С. Марочником и Мухиным Л.М., которые определяли эту область как зону, внутри которой разумная жизнь может процветать. Дональд Браунли и палеонтолог Питер Уорд дополнили концепцию галактической обитаемой зоны остальными факторами, необходимыми для успешного существования сложной жизни, в книге 2000 года «Уникальная Земля: Почему сложная жизнь необычна для Вселенной». В книге авторы неоднократно упоминали зону галактической обитаемости и иные факторы, соответствующие доводам в пользу того, что разумная жизнь не является для Вселенной чем-то обычным.
Идея продолжила своё развитие в научной работе от 2001 года за авторством Уорда и Браунли в сотрудничестве с Гильермо Гонсалесом из Вашингтонского университета. В этом труде Гонсалес, Браунли и Уорд заявляли, что в регионах вблизи от Галактического гало недостаточно тяжёлых элементов, чтобы в них сформировались обитаемые землеподобные планеты, тем самым ограничив внешние пределы галактической зоны обитаемости. С другой стороны, излишняя близость к центру галактики подвергнет планету многочисленным взрывам сверхновых и иным энергетическим выбросам, а также кометной бомбардировке, вызванной возмущениями в облаке Оорта звезды. Таким образом, авторы очертили внутреннюю границу зоны галактической обитаемости начинающейся вблизи от галактического балджа.

## Рассмотрение гипотезы
Для того чтобы отнести конкретную локацию в галактике как относимую к галактической зоне обитаемости, должно соблюдаться несколько разных факторов. Факторы включают в себя: распределение звёзд и спиральных рукавов, наличие или отсутствие активного галактического ядра, частота взрывов сверхновых, которые могут угрожать существованию жизни, металличность региона, и прочие менее значимые факторы. Без соответствия этим факторам регион внутри галактики не может эффективно поддерживать жизнь.

### Химическая эволюция
Одним из основных требований, предъявляемых к наличию жизни вокруг звезды, является способность формировать землеподобные планеты достаточной массы, чтобы её поддерживать. Такие химические элементы как железо, магний, титан, углерод, кислород, кремний и прочие, обязательны для наличия обитаемых планет. Их концентрация и соотношение значительно меняется для разных регионов галактики.
Важнейшее соотношение элементов: [Fe/H], один из факторов определяющих склонность галактики производить землеподобные планеты. Балдж, регион галактики наиболее близкий к центру, обладает соотношением [Fe/H] в районе −0.2 десятичных порядков (dex) относительно Солнечного соотношения; Галактический диск, где расположено Солнце, обладает примерной металличностью в −0.02 dex на дистанции, равной орбите Солнца вокруг галактического центра, сокращаясь на 0.07 dex с каждым дополнительным килопарсеком орбитальной дистанции. Окраинный галактический диск обладает [Fe/H] порядка −0.6 dex, тогда как гало, самый дальний регион от галактического центра, обладает нижайшим [Fe/H] соотношением, около −1.5 dex. Помимо этого, на формирование землеподобных миров влияют соотношения [C/O], [Mg/Fe], [Si/Fe], и [S/Fe]. [Mg/Fe] и [Si/Fe] с течением времени медленно уменьшаются, что означает что формирующиеся сейчас, и в будущем, землеподобные миры — будут преимущественно обладать железными ядрами.
В дополнение к стабильным элементам, составляющих основную массу земплеподобной планеты, наличие радиоизотопов вроде 40K, 235U, 238U, и 232Th необходимо для разогрева планетарного ядра и мантии, а также появления таких способствующих жизни процессов, как тектоника плит, вулканизм и магнитное динамо. Такие соотношения, как [U/H] и [Th/H] прямо зависят от соотношения [Fe/H]; однако по существующим на данный момент данным обобщённого представления об изобилии изотопа40K создать не удаётся.
Даже на планете, обладающей достаточным числом радиоизотопов для разогрева ядра и мантии, для формирования жизни требуется наличие разнообразных пребиотических молекул; поэтому распределение этих молекул по галактике очень важно для определения галактической зоны обитаемости. В 2008 году учёная Саманта Блэр с коллегами попыталась определить внешний край галактической зоны обитаемости на основании анализа эмиссий формальдегида и угарного газа в различных молекулярных облаках; однако данные не являются убедительными или полными.
В то время как определённый уровень металличности благоприятен для появления землеподобных экзопланет, избыточная металличность для жизни, наоборот, неблагоприятна. Избыточная металличность может привести к формированию большого количества газовых гигантов в планетной системе, которые впоследствии могут мигрировать через снеговую линию и стать горячими юпитерами, сбивая с орбит планеты, находящиеся в обитаемой зоне. Таким образом, принцип Златовласки применительно к металличности выглядит так: низкометалличные планетарные системы имеют мало шансов сформировать планеты земной массы, тогда как излишняя металличность приводит к нарушению динамичности и обитаемости планетной системы газовыми гигантами.

### Катастрофы
Кроме того, чтобы оказаться в регионе, химически богатом для развития жизни, звезда должна избежать излишнего числа космических катастроф, могущих нанести серьёзный ущерб потенциальной жизни на пригодных для неё планетах. Близкие сверхновые звезды, например, обладают обширными возможностями нанести вред жизненным формам; при достаточной частоте такого рода вспышки могут стерилизовать от жизни целые регионы галактики на протяжении миллиардов лет. Галактический балдж, например, перенёс волну ускоренного звёздного формирования, которая в свою очередь привела к целому каскаду взрывов сверхновых звёзд, что на 5 миллиардов лет лишило этот регион всяких условий для формирования жизни.
В дополнение к сверхновым, гамма-всплески, избыточное количество излучения, гравитационные возмущения и множество прочих событий предположительно могут влиять на распространённость жизни по Галактике. К этому относят, хоть и спорно, «галактические приливы», способные вызвать кометную активность, и даже холодную тёмную материю, которая, проходя сквозь организмы, может инициировать генетические мутации. Однако, воздействию этих событий на формирование жизни очень трудно дать количественную оценку.

### Галактическая морфология
Морфологические особенности галактики могут влиять на зону обитаемости. Например: спиральные рукава — это регионы звёздообразования, но в них находятся гигантские молекулярные облака, и плотность звёзд такова, что может вызывать возмущения в Облаке Оорта соседних звёзд, посылая на планеты и спутники внутри системы тучи комет и астероидов. В дополнение к этому, высокая плотность звёзд и повышенный уровень звёздообразования повышает риск взрывов сверхновых, уменьшая шансы возникновения привычных нам форм жизни. Учитывая все эти факторы, Солнце расположено с наибольшей выгодой для появления и эволюции жизни, в дополнение к расположению вне пределов спиральных рукавов, орбита нашего светила проходит по радиусу синхронного вращения (коротации), что максимизирует интервал между прохождением спиральных рукавов.
Спиральные рукава, как считается, могу влиять на климатические перемены на планетах. При прохождении звезды сквозь плотные молекулярные облака в спиральных рукавах галактики, звёздный ветер может оттесняться обратно в сторону звезды, вызывая накопление отражающего слоя водорода в атмосфере планеты. Такой сценарий способен привести к эффекту «Земля-снежок»
Галактическая перемычка, при наличии, тоже может оказывать влияние на размер зоны обитаемости. Считается, что перемычки со временем растут, постепенно достигая радиуса синхронного вращения галактики, и смещая звёздные орбиты, проходящие сквозь них. Высоко-металличные звезды, вроде нашего Солнца, расположены в промежуточной зоне между слабо-металличным галактическим гало и галактическим центром с повышенным радиационным уровнем, потому могут быть раскиданы по всей галактике в промежутках между рукавами, влияя на определение галактической зоны обитаемости. Возможно именно поэтому не получается провести равномерную черту галактической зоны обитаемости.

## Границы
Ранние исследования проблематики Галактической зоны обитаемости, включая в себя научный труд от 2001 года за авторством Гонсалеса, Браунли, и Уорда, не проводило каких либо конкретных границ, упоминая лишь что зона кольцеобразная и охватывает регион Галактики, обогащённый металлами и свободный от излишней радиации, а также, что галактический диск наиболее пригоден для жизни. Более поздние исследования от 2004 года за авторством Лайнвейвера и его коллег, ограничили круг расстоянием от 4 до 10 килопарсек от Галактического центра.
Команда Лайнвейвера также проанализировала эволюцию Галактической зоны обитаемости на протяжении времени, обнаружив, например, что звёзды, близкие к галактическому балджу, должны были сформироваться в пределах последних двух миллиардов лет, чтобы обладать обитаемыми мирами. До этого временного окна любые звёздные системы в балдже должны были бы стерилизоваться от жизненных форм частыми взрывами сверхновых. И даже после снижения угрозы сверхновых, увеличившаяся металличность галактического ядра привела бы к тому, что звезды обладали бы повышенным числом газовых гигантов, способных дестабилизировать звёздную систему и радикально изменить орбиту любой планеты в околозвёздной зоне обитаемости. Симуляция, проведённая в 2005 году в Вашингтонском университете, показывает, однако, что даже несмотря на наличие в системе горячих юпитеров, землеподобные планеты имеют шансы оставаться стабильными в длительных временных промежутках.
Исследование от 2006 года за авторством Милана Цирковича и его коллегами расширило понимание значения времени для галактической зоны обитаемости, анализируя различные космические катастрофы и временные колебания галактической динамики. В работе учёные пришли к довольно спорным утверждениям, что число пригодных к жизни планет может сильно колебаться со временем из-за непредсказуемости космических катастроф, что приводит к прерывистому равновесию, в котором планеты с условиями для жизни появляются в несколько раз чаще остальных. Базируясь на результатах симуляции Млечного пути по методу Монте-Карло, команда пришла к выводу, что число обитаемых планет растёт со временем, но не всегда в линейной последовательности.
Более поздние исследования провели кардинальный пересмотр галактической зоны обитаемости как круга. В 2008 году, в своей работе, Никос Прантзос, предполагал, что несмотря на то, что высшая вероятность избежать стерилизации сверхновыми относится к дистанции в 10 килопарсек от центра, высочайшая плотность звёзд ближе к галактическому ядру означает, что наивысшее число обитаемых планет может быть обнаружено именно там. В ходе исследования, проведённого в 2011 году Майклом Гованлоком, было подсчитано количество планет, способных пережить взрыв сверхновой на основании их расстояния от Галактического ядра, высоты над плоскостью галактики и их возраста, в конечном счёте придя к выводу, что лишь 0,3 % звёзд в галактике на данный момент могут поддерживать сложную жизнь, или 1,2 %, если предположить, что приливный захват планет у красных карликов не мешает появлению сложных форм жизни.
Как видно, теория о Галактической зоне обитаемости полна противоречий, и понимание этой проблематики будет только шириться с ростом наших знаний о Галактике и её строении, закономерностях космических событий и с открытиями новых планет в зонах обитаемости своих звёзд.

## Критика
Идея Галактической зоны обитаемости критиковалась Никосом Прантзосом, на основании того, что параметры, определяющие её зарождение, невозможно даже примерно определить, поэтому галактическую зону обитаемости можно считать скорее концептуальной идеей, необходимой для лучшего понимания распределения жизни, а не самоцелью. На основании этого, Прантзос считает всю Галактику пригодной для обитания и не ограничивает жизнь её конкретным местом в пространстве или временным отрезком. В дополнение к сказанному, звёзды «на вершине» галактических спиральных облаков могут смещаться на десятки тысяч световых лет от первоначальной орбиты, поддерживая предположение о отсутствии некой конкретной галактической зоны обитаемости. Симуляция Монте-Карло, улучшенная на механизмах, использовавшихся Цирковичем в 2006 году, была проведена Дунканом Форганом в 2010 году в королевской обсерватории Эдинбурга. Данные, собранные в ходе эксперимента, поддерживают идею Прантзоса об отсутствии прочно определяемой галактической зоны обитаемости, что даёт надежду на существование сотен внеземных цивилизаций в Млечном Пути, хотя и требует дополнительных данных наблюдений, чтобы прийти к более конкретным и менее туманным выводам.